# 羅鍾一
羅 鍾一（ラ・ジョンイル、라종일、1940年12月14日 - ）は、韓国の外交官。
本貫は羅州羅氏。元国会議員、国会副議長の羅容均は父、順天郷大学校名誉教授の羅鍾億は弟。

## 生涯
京城府（ソウル）出身。ソウル大学卒。イギリス、ケンブリッジ大学政治学博士号取得。
慶熙大学政治外交学科教授。慶熙大学院長（学長）。国家安全企画部第一次長。国家情報院海外・北韓（北朝鮮）担当第一次長。国民会議外交安保担当総裁特別補佐。民主党総裁外交安保特別補佐。駐英大使。大統領青瓦台国家安保補佐官を経て、2004年3月から2007年3月まで駐日大使を務めた。2007年5月、又石大学校の総長（第10代）に就任。